# Wereldkampioenschap voetbal 2014 (Groep C) Colombia - Griekenland
Dit artikel gaat over de wedstrijd in de groepsfase in groep C tussen Colombia en Griekenland die gespeeld werd op zaterdag 14 juni 2014 tijdens het wereldkampioenschap voetbal 2014. Op dezelfde dag werden de wedstrijden Uruguay – Costa Rica, Engeland – Italië en Ivoorkust – Japan gespeeld.

## Voorafgaand aan de wedstrijd
- Colombia staat bij aanvang van het toernooi op de achtste plaats van de FIFA-wereldranglijst. In juli 2013 stond Colombia nog op de derde positie, wat een record was – iets meer dan twee jaar eerder, in juni 2011 had Colombia nog zijn dieptepunt toen het op de 54e positie stond – maar sinds 2013 schommelt Colombia rond de vijfde positie. In april 2014 stond het land nog op de vierde positie, maar de twee daaropvolgende maanden zakte Colombia vier plaatsen. Het land steeg stevig op de ranglijst gedurende het jaar 2012, toen Colombia zestien doelpunten voor en drie tegen kreeg.[1] Drie andere landen die aangesloten zijn bij de CONMEBOL hebben een betere positie op de ranglijst; dit zijn Uruguay, Argentinië en Brazilië.
- Griekenland staat bij aanvang van het toernooi op de twaalfde plaats van de wereldranglijst. Het land schommelt sinds de zomer van 2004 rond de vijftiende positie op de wereldranglijst, met in deze periode een dieptepunt in juli en augustus 2006, toen het land op de 32e positie stond. Zijn hoogtepunt bereikte het Grieks voetbalelftal in april 2008 en in oktober 2011 (achtste positie).[2] In totaal hebben zeven andere landen van de UEFA een betere positie op de FIFA-wereldranglijst.
- Colombia en Griekenland speelden één keer eerder tegen elkaar. Dit was op 5 juni 1994 in het Amerikaanse East Rutherford in New Jersey. Tijdens deze vriendschappelijke wedstrijd won Colombia van Griekenland met 2–0. Beide doelpunten werden in de tweede helft gemaakt.[3]

## Wedstrijdgegevens
| Datum                | 14 juni 2014                | 14 juni 2014                |
| Wedstrijdnummer      | 5                           | 5                           |
| Stadion              | Mineirão, Belo Horizonte    | Mineirão, Belo Horizonte    |
| Toeschouwers         | 57.174                      | 57.174                      |
| Scheidsrechter       | Mark Geiger                 | Mark Geiger                 |
| Assistenten          | Mark Sean Hurd Joe Fletcher | Mark Sean Hurd Joe Fletcher |
| Vierde official      | Alireza Faghani             | Alireza Faghani             |
| Man van de wedstrijd | James Rodríguez             | James Rodríguez             |
|                      | Colombia                    | Griekenland                 |
| Doelpunten           | 3                           | 0                           |
| Gele kaarten         | 1                           | 2                           |
| Rode kaarten         | 0                           | 0                           |
| Wissels              | 3                           | 3                           |
| Schoten op doel      | 6                           | 3                           |
| Schoten naast doel   | 3                           | 6                           |
| Overtredingen        | 19                          | 14                          |
| Hoekschoppen         | 4                           | 4                           |
| Buitenspel           | 1                           | 3                           |
| Vrije trappen        | 17                          | 20                          |
| Geslaagde passes     | 361                         | 366                         |
| Mislukte passes      | 108                         | 104                         |
| Gewonnen duels       | 42                          | 33                          |
| Verloren duels       | 33                          | 42                          |
| Balbezit (%)         | 46                          | 54                          |

| Colombia | 3 – 0           | Griekenland |
| Pablo Armero 6' (Juan Cuadrado) Teófilo Gutiérrez 58' (Abel Aguilar) James Rodríguez 90+3' (Juan Cuadrado)                                                                     | goals (assists) | |
| José Pékerman | bondscoach      | Fernando Santos |
| David Ospina Cristián Zapata Mario Yepes Pablo Armero 74' Juan Camilo Zúñiga Carlos Sánchez Abel Aguilar 69' James Rodríguez Juan Cuadrado Teófilo Gutiérrez 76' Víctor Ibarbo | opstellingen    | Orestis Karnezis Kostas Manolas Vasilis Torosidis Sokratis Papastathopoulos José Holebas Ioannis Maniatis 78' Panagiotis Kone Kostas Katsouranis Georgios Samaras 57' Dimitrios Salpigidis 64' Theofanis Gekas |
| Alexander Mejía 69' Santiago Arias 74' Jackson Martínez 76' | wissels         | 57' Ioannis Fetfatzidis 64' Konstantinos Mitroglou 78' Giorgos Karagounis |
| Carlos Sánchez 26' | gele kaarten    | 52' Sokratis Papastathopoulos 55' Dimitrios Salpigidis |
| | rode kaarten    | |

## Wedstrijden
| Groepswedstrijden      |                       |                         |                       |                         |                        |                        |                         |
| Groep A                | Groep B               | Groep C                 | Groep D               | Groep E                 | Groep F                | Groep G                | Groep H                 |
| Brazilië – Kroatië     | Spanje – Nederland    | Colombia - Griekenland  | Uruguay – Costa Rica  | Zwitserland – Ecuador   | Argentinië – Bosnië    | Duitsland – Portugal   | België – Algerije       |
| Mexico – Kameroen      | Chili – Australië     | Ivoorkust – Japan       | Engeland – Italië     | Frankrijk – Honduras    | Iran – Nigeria         | Ghana – U.S.A.         | Rusland – Zuid-Korea    |
| Kameroen – Kroatië     | Australië – Nederland | Japan – Griekenland     | Italië – Costa Rica   | Honduras – Ecuador      | Nigeria – Bosnië       | U.S.A. – Portugal      | Zuid-Korea – Algerije   |
| Brazilië – Mexico      | Spanje – Chili        | Colombia – Ivoorkust    | Uruguay – Engeland    | Zwitserland – Frankrijk | Argentinië – Iran      | Duitsland – Ghana      | België – Rusland        |
| Kameroen – Brazilië    | Australië – Spanje    | Japan – Colombia        | Italië – Uruguay      | Honduras – Zwitserland  | Nigeria – Argentinië   | U.S.A. – Duitsland     | Zuid-Korea – België     |
| Kroatië – Mexico       | Nederland – Chili     | Griekenland – Ivoorkust | Costa Rica – Engeland | Ecuador – Frankrijk     | Bosnië – Iran          | Portugal – Ghana       | Algerije – Rusland      |
| Achtste finales        |                       |                         |                       |                         |                        |                        |                         |
| Brazilië Chili         | Colombia Uruguay      | Frankrijk Nigeria       | Duitsland Algerije    | Nederland Mexico        | Costa Rica Griekenland | Argentinië Zwitserland | België Verenigde Staten |
| Kwartfinales           |                       |                         |                       |                         |                        |                        |                         |
| Brazilië – Colombia    | Brazilië – Colombia   | Frankrijk – Duitsland   | Frankrijk – Duitsland | Nederland – Costa Rica  | Nederland – Costa Rica | Argentinië – België    | Argentinië – België     |
| Halve finales          |                       |                         |                       |                         |                        |                        |                         |
| Brazilië – Duitsland   | Brazilië – Duitsland  | Brazilië – Duitsland    | Brazilië – Duitsland  | Nederland – Argentinië  | Nederland – Argentinië | Nederland – Argentinië | Nederland – Argentinië  |
| Troostfinale           |                       |                         |                       |                         |                        |                        |                         |
| Brazilië – Nederland   |                       |                         |                       |                         |                        |                        |                         |
| Finale                 |                       |                         |                       |                         |                        |                        |                         |
| Duitsland – Argentinië |                       |                         |                       |                         |                        |                        |                         |

Colfútbol · A-internationals · Selecties · Statistieken · Bondscoaches · Colombiaans vrouwenelftal · Olympisch elftal · Colombia U20 · Colombia U17
1938 – 1949 ·
1950 – 1959 ·
1960 – 1969 ·
1970 – 1979 ·
1980 – 1989 ·
1990 – 1999 ·
2000 – 2009 ·
2010 – 2019 ·
2020 – 2029
WK 1962 · 
WK 1990 · 
WK 1994 · 
WK 1998 · 
WK 2014 · 
WK 2018
OS 1968 · 
OS 1972 · 
OS 1980 · 
OS 1992 · 
OS 2016
1938 · 
1939 · 1940 · 1941 · 1942 · 1943 · 1944 · 
1946 · 
1947 · 
1948 · 
1949 · 
1950 · 1951 · 1952 · 1953 · 1954 · 1955 · 1956 · 
1957 · 
1958 · 1959 · 1960 · 
1961 · 
1962 · 
1963 · 
1964 · 
1965 · 
1966 · 
1967 · 
1968 · 
1969 · 
1970 · 
1971 · 
1972 · 
1973 · 
1974 · 
1975 · 
1976 · 
1977 · 
1978 · 
1979 · 
1980 · 
1981 · 
1982 · 
1983 · 
1984 · 
1985 · 
1986 · 
1987 · 
1988 · 
1989 · 
1990 ·
1991 · 
1992 · 
1993 · 
1994 · 
1995 · 
1996 · 
1997 · 
1998 · 
1999 · 
2000 · 
2001 · 
2002 · 
2003 · 
2004 · 
2005 · 
2006 · 
2007 · 
2008 · 
2009 · 
2010 · 
2011 · 
2012 · 
2013 · 
2014 · 
2015 · 
2016 · 
2017 ·
2018 ·
2019 ·
2020 ·
2021
Algerije ·
Argentinië ·
Australië ·
Bahrein ·
België ·
Bolivia · 
Brazilië ·
Canada ·
Chili ·
China · 
Costa Rica ·
Cuba ·
DDR ·
Duitsland ·
Ecuador ·
Egypte ·
El Salvador ·
Engeland ·
Finland ·
Frankrijk ·
Griekenland ·
Guatemala · 
Haïti ·
Honduras ·
Hongarije ·
Hongkong ·
Ierland ·
Irak ·
Israël ·
Ivoorkust ·
Jamaica ·
Japan ·
Joegoslavië ·
Jordanië ·
Kameroen ·
Koeweit · 
Liberia · 
Marokko ·
Mexico ·
Montenegro ·
Nederland ·
Nederlandse Antillen ·
Nicaragua ·
Nieuw-Zeeland · 
Nigeria ·
Noord-Ierland ·
Noorwegen ·
Panama ·
Paraguay ·
Peru ·
Polen ·
Puerto Rico ·
Qatar ·
Roemenië ·
Saoedi-Arabië ·
Schotland ·
Senegal ·
Servië ·
Slovenië ·
Slowakije ·
Sovjet-Unie ·
Spanje ·
Trinidad en Tobago ·
Tsjecho-Slowakije ·
Tunesië · 
Turkije · 
Uruguay ·
Venezuela ·
Verenigde Arabische Emiraten · 
Verenigde Staten ·
Zuid-Afrika ·
Zuid-Korea ·
Zweden ·
Zwitserland
Brazilië (2014) ·
Engeland (2018) ·
Griekenland (2014) ·
Ivoorkust (2014) ·
Japan (2014) ·
Japan (2018) ·
Polen (2018) ·
Senegal (2018) ·
Uruguay (2014)
EPO · A-internationals · Bondscoaches · Selecties · Grieks vrouwenelftal · Olympisch elftal · Griekenland U21 · Griekenland U20 · Griekenland U19 · Griekenland U18 · Griekenland U17 · Griekenland U16
1920 – 1929 ·
1930 – 1939 ·
1940 – 1949 ·
1950 – 1959 ·
1960 – 1969 ·
1970 – 1979 ·
1980 – 1989 ·
1990 – 1999 ·
2000 – 2009 ·
2010 – 2019 ·
2020 − 2029
EK 1980 · 
EK 2004 · 
EK 2008 · 
EK 2012
WK 1994 · 
WK 2010 · 
WK 2014
OS 1920 · 
OS 1952 · 
OS 2004
1920 · 
1921–1928 · 
1929 · 
1930 · 
1931 · 
1932 · 
1933 · 
1934 · 
1935 · 
1936 · 
1937 · 
1938 · 
1939–1947 · 
1948 · 
1949 · 
1950 · 
1952 · 
1952 · 
1953 · 
1954 · 
1955 · 
1956 · 
1957 · 
1958 · 
1959 · 
1960 · 
1961 · 
1962 · 
1963 · 
1964 · 
1965 · 
1966 · 
1967 · 
1968 · 
1969 · 
1970 · 
1971 · 
1972 · 
1973 · 
1974 · 
1975 · 
1976 · 
1977 · 
1978 · 
1979 · 
1980 · 
1981 · 
1982 · 
1983 · 
1984 · 
1985 · 
1986 · 
1987 · 
1988 · 
1989 · 
1990 · 
1991 ·
1992 · 
1993 · 
1994 · 
1995 · 
1996 · 
1997 · 
1998 · 
1999 · 
2000 · 
2001 · 
2002 · 
2003 · 
2004 · 
2005 · 
2006 · 
2007 · 
2008 · 
2009 · 
2010 · 
2011 · 
2012 · 
2013 · 
2014 · 
2015 · 
2016 · 
2017 · 
2018 ·
2019 ·
2020 ·
2021 ·
2022 ·
2023
Albanië ·
Argentinië ·
Armenië ·
Australië ·
België ·
Bolivia ·
Bosnië en Herzegovina ·
Brazilië ·
Bulgarije ·
Canada ·
Chili ·
Colombia ·
Costa Rica ·
Cyprus ·
Denemarken ·
DDR · 
Duitsland ·
Ecuador · 
Egypte ·
El Salvador ·
Engeland ·
Estland ·
Ethiopië ·
Faeröer ·
Finland ·
Frankrijk ·
Georgië ·
Ghana ·
Gibraltar ·
Honduras ·
Hongarije ·
Ierland ·
IJsland ·
Israël ·
Italië ·
Ivoorkust ·
Japan ·
Joegoslavië ·
Kameroen ·
Kazachstan ·
Kosovo ·
Kroatië ·
Letland ·
Libië ·
Liechtenstein ·
Litouwen ·
Luxemburg ·
Malta ·
Marokko ·
Mexico ·
Moldavië ·
Montenegro ·
Nederland ·
Nieuw-Zeeland ·
Nigeria ·
Noord-Ierland ·
Noord-Korea · 
Noorwegen ·
Oekraïne ·
Oostenrijk ·
Palestina ·
Paraguay · 
Polen ·
Portugal ·
Qatar ·
Roemenië ·
Rusland ·
San Marino ·
Saoedi-Arabië · 
Schotland ·
Senegal · 
Servië · 
Slovenië ·
Slowakije ·
Sovjet-Unie ·
Spanje ·
Syrië ·
Tsjechië ·
Tsjecho-Slowakije ·
Turkije ·
Verenigde Staten ·
Wales ·
Wit-Rusland · 
Zuid-Korea ·
Zweden ·
Zwitserland
Colombia (2014) · 
Costa Rica (2014) · 
Duitsland (2012) · 
Ivoorkust (2014) · 
Japan (2014) ·
Polen (2012) ·
Portugal (2004, 2) · 
Rusland (2008) ·
Rusland (2012) ·
Spanje (2008) ·
Tsjechië (2012) ·
Zuid-Korea (2010) ·
Zweden (2008)